# Médinet Habou
Médinet Habou ((en) Medinet Habu, en démotique ; Tjamet ou Djamet, en copte ; Djeme ou Djemi, en arabe : مدينة هابو) est une cité proche de Thèbes en Égypte, sur la rive ouest du Nil, en face de la cité moderne de Louxor et de son ancien temple dédié à Amon-Min.

## Présentation
Aujourd'hui, on connaît surtout la cité de Médinet Habou pour le temple des millions d'années de Ramsès III qui fut bâti à proximité d'un Temple d'Amon de Djemé, désigné aujourd'hui sous le nom de « Petit temple ». C'est ce temple qui donna son nom au site.
Outre ces deux derniers temples, on trouve également sur le site : 
- le palais royal,
- un lac sacré et un nilomètre proche du temple d'Amon,
- le temple d'Aÿ et Horemheb,
- les tombes et chapelles des divines adoratrices d'Amon : Amenardis Ire, Chepenoupet II et Nitocris Ire.

## Architecture

### Temple deRamsèsIII
Le temple des millions d'années de Ramsès III est édifié par ce pharaon qui voulut faire son temple funéraire à l'image de celui de son prédécesseur, Ramsès II. En effet, Ramsès III cherche à rétablir la grandeur de l'Égypte de son illustre ancêtre. Dès son accession au trône, il entreprend alors de bâtir son temple jubilaire, funéraire, qui est l'un des plus vastes de la nécropole thébaine.

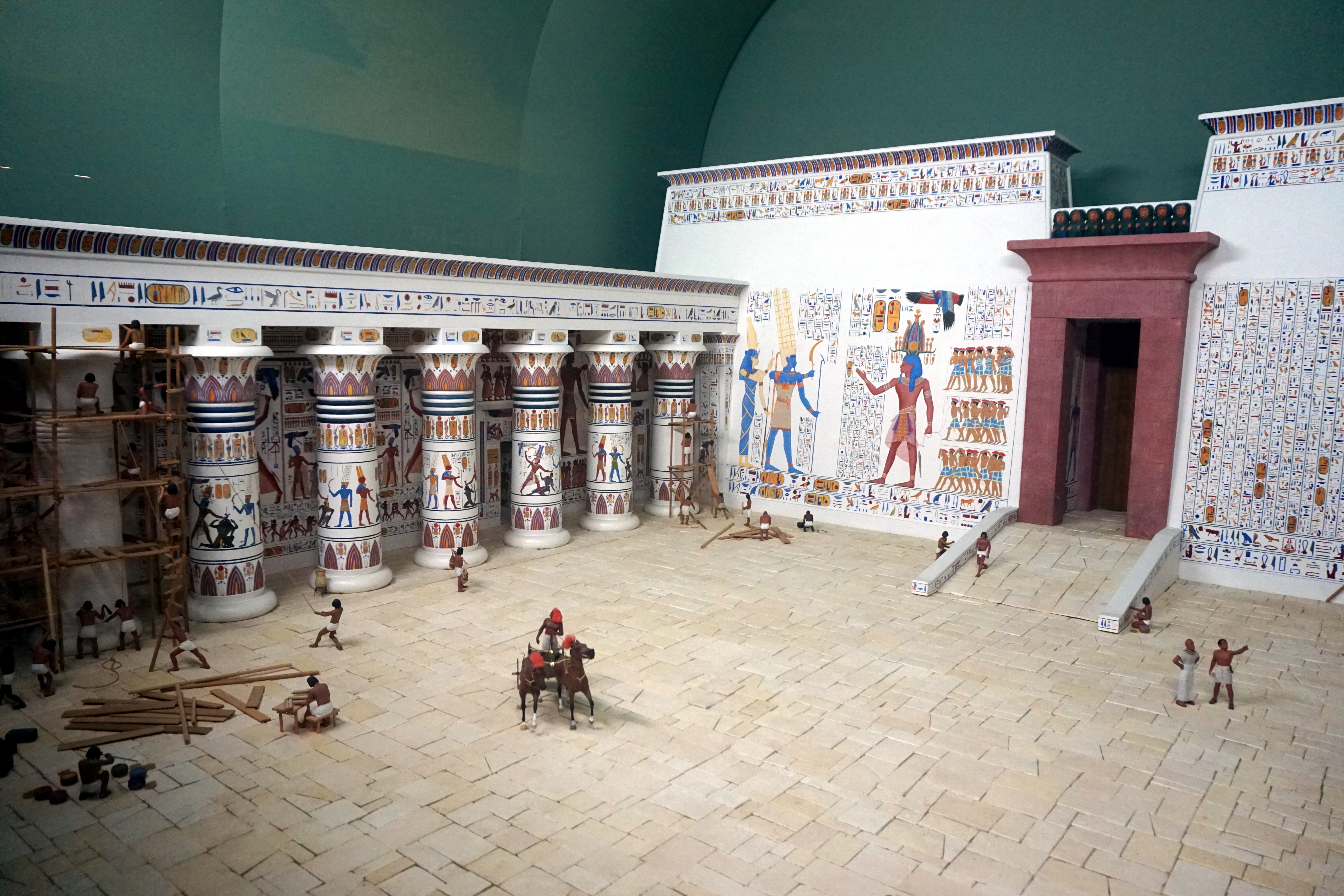
Maquette du temple de Ramsès III à l'exposition Carrefour de la civilisation au Milwaukee Public Museum de Milwaukee (États-Unis).

Situé à proximité du Ramesséum, le temple funéraire est installé sur un site comportant déjà des temples et pylônes, érigés durant la XVIIIe dynastie par Amenhotep Ier, Hatchepsout et Thoutmôsis III. On peut plus ou moins suivre les dates de construction des parties du temple : la Grande inscription de l'an V et les scènes correspondant à la première guerre sont inscrites sur les murs intérieurs de la seconde cour, tandis que les scènes correspondant à la Grande inscription de l'an VIII et concernant les Peuples du Nord sont sur la face du deuxième pylône donnant sur la première cour ; enfin, sur la face du premier pylône donnant sur cette même première cour ont été inscrits des éléments datés de l'an XI tandis que sur la face avant, les inscriptions datent de l'an XI pour une et l'an XII pour trois autres. Ainsi, même si un certain délai peut exister entre les événements, la rédaction du texte associé et sa gravure, il peut être estimé que le temple était en très grande partie terminé que dès l'an XII. La grande porte fortifiée fermant l'enceinte du temple du côté de l'entrée, nommée « le bastion », rappelle l'influence asiatique sur l'architecture : cette haute tour comporte des appartements à l'étage, à la manière proche-orientale.
La qualité de ce temple est remarquable, à la fois par son ampleur et par l'originalité de son décor. Contrairement aux décors guerriers de Ramsès II représentant l'effort pour atteindre la victoire, ceux du temple de Médinet Habou représente des victoires acquises. Le décor le plus original de ce temple est la chasse aux animaux sauvages ; il est situé au revers du môle sud du premier pylône. Il montre le roi pourchassant des gazelles et des ânes sauvages sur le registre du haut et le roi tuant des taureaux sur le registre du bas. L'affolement des gazelles et des ânes fournit une scène pleine d'agitation tandis que l'agonie des taureaux est une scène saisissante produite par l'art égyptien antique. L'artiste a utilisé les rideaux de roseaux mollement courbés par le vent pour faire sentir la profondeur du fourré au milieu duquel se déroule la scène. La vérité de l'image et la souplesse des végétaux et des animaux fait un peu penser à l'art armanien, déjà assez éloigné dans le temps.

Temple funéraire de Ramsès III
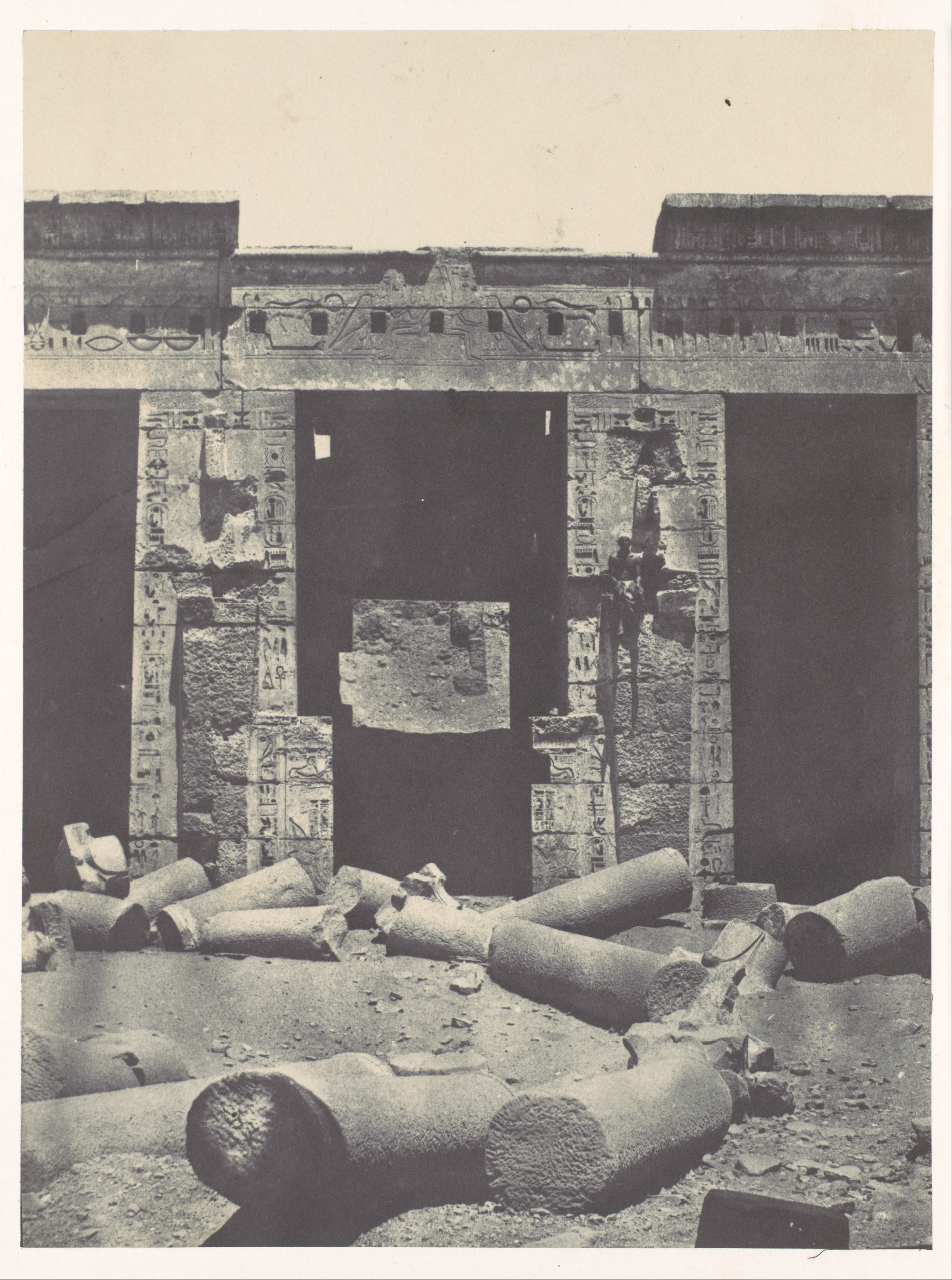
Partie orientale du péristyle du palais, tel qu'il fut trouvé en 1850.
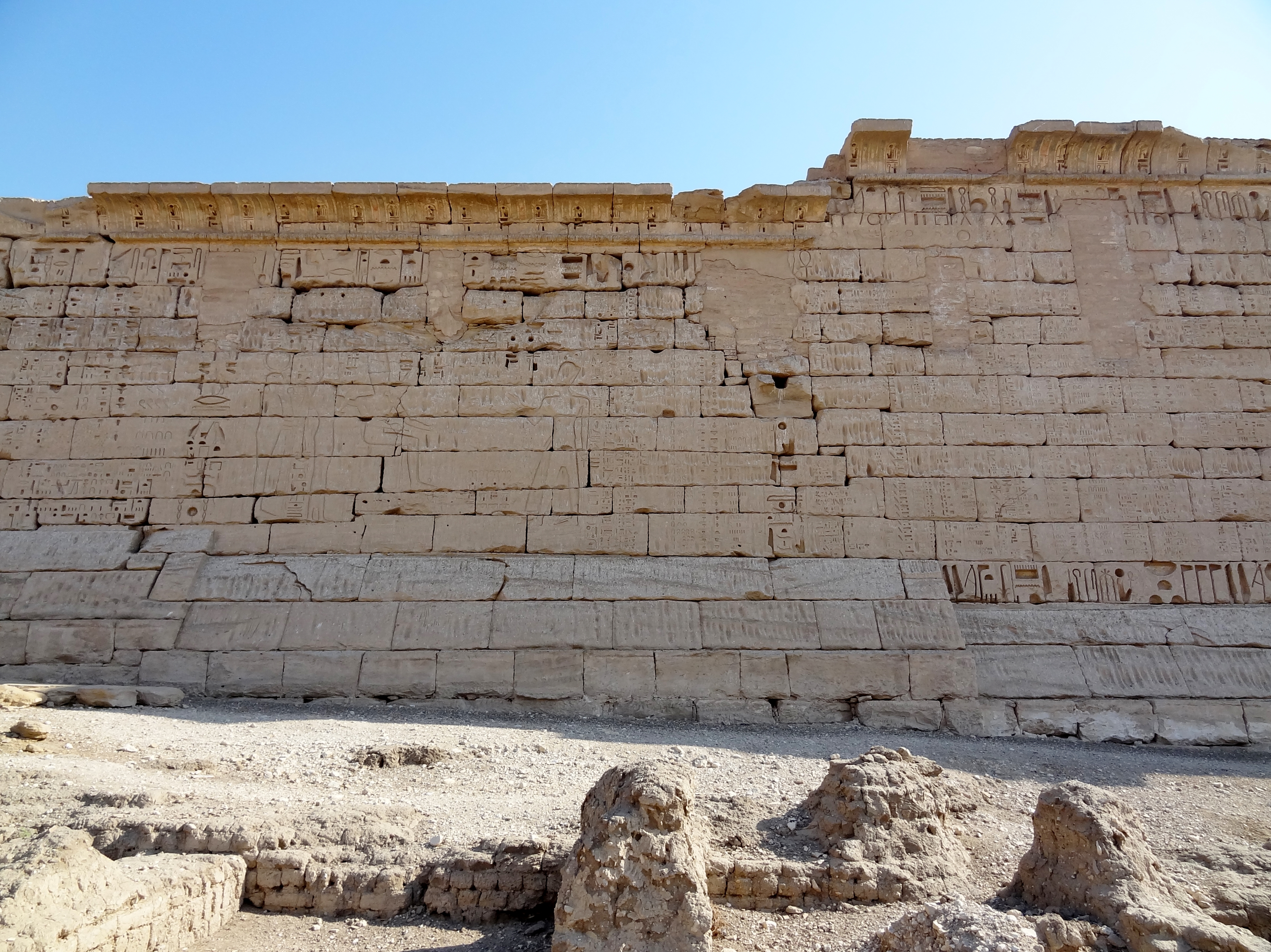
Mur de la grande enceinte, calcaire. Bas-reliefs en creux.
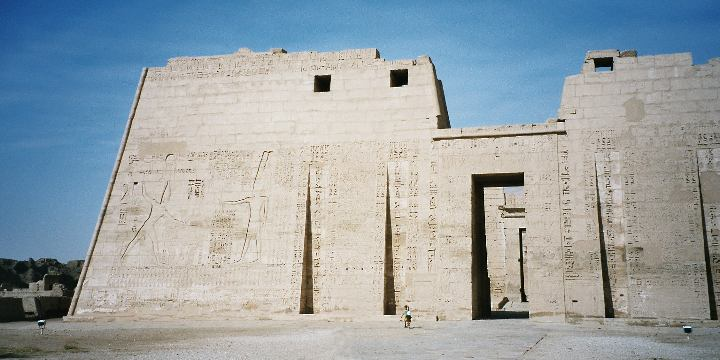
Premier pylône du temple funéraire de Ramsès III.

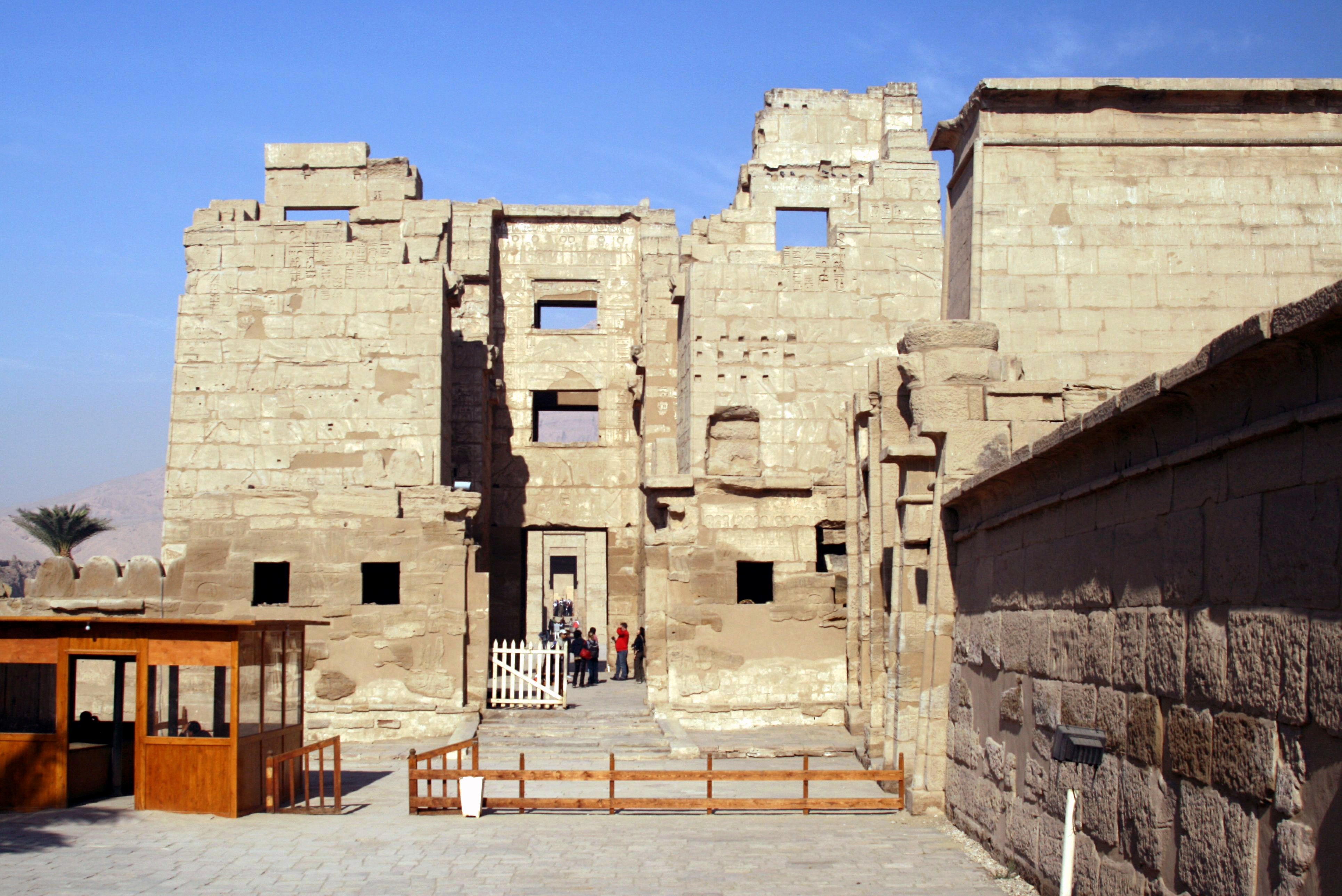
Entrée Migdol
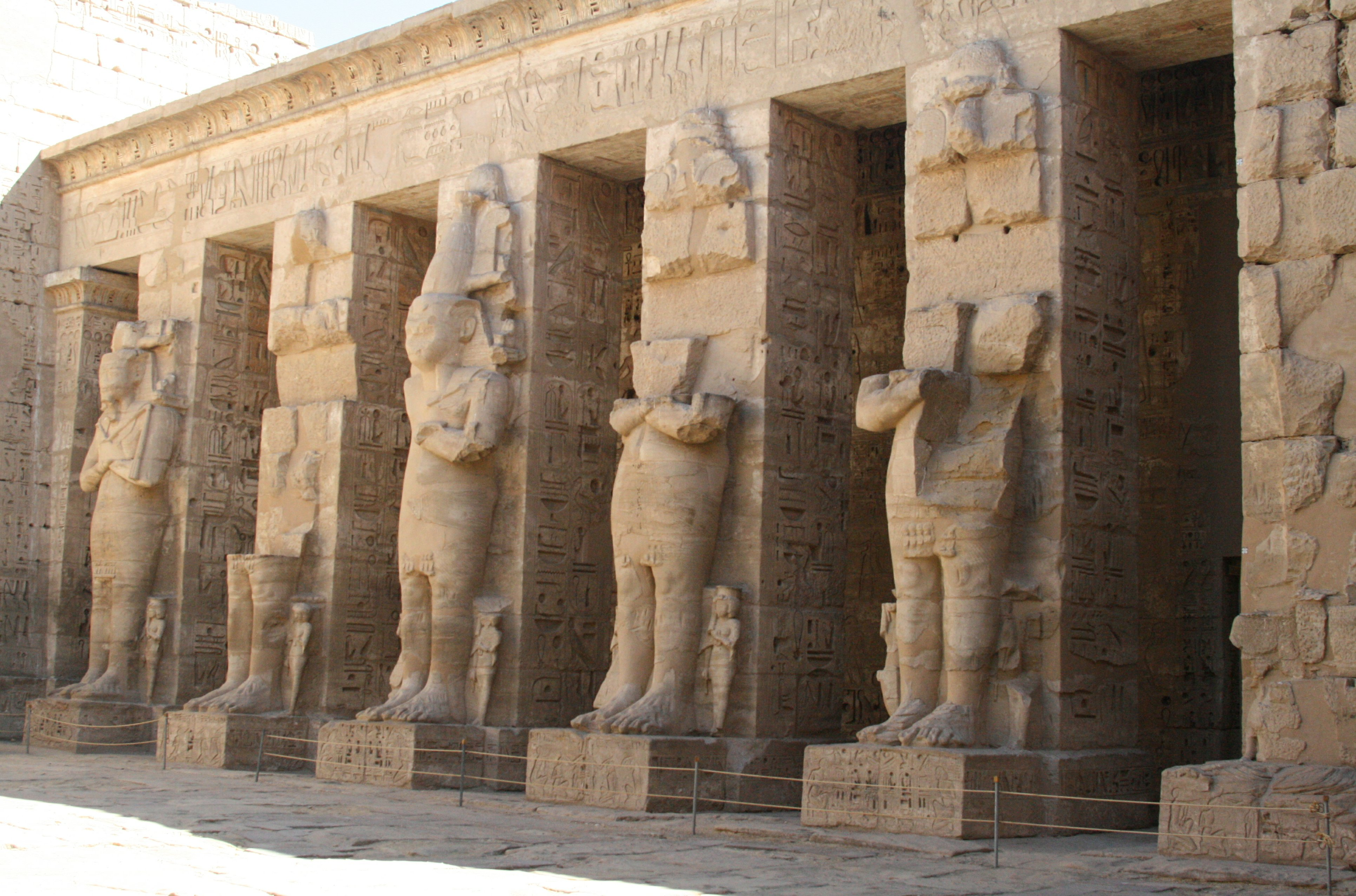
Première cour Piliers osiriaques.
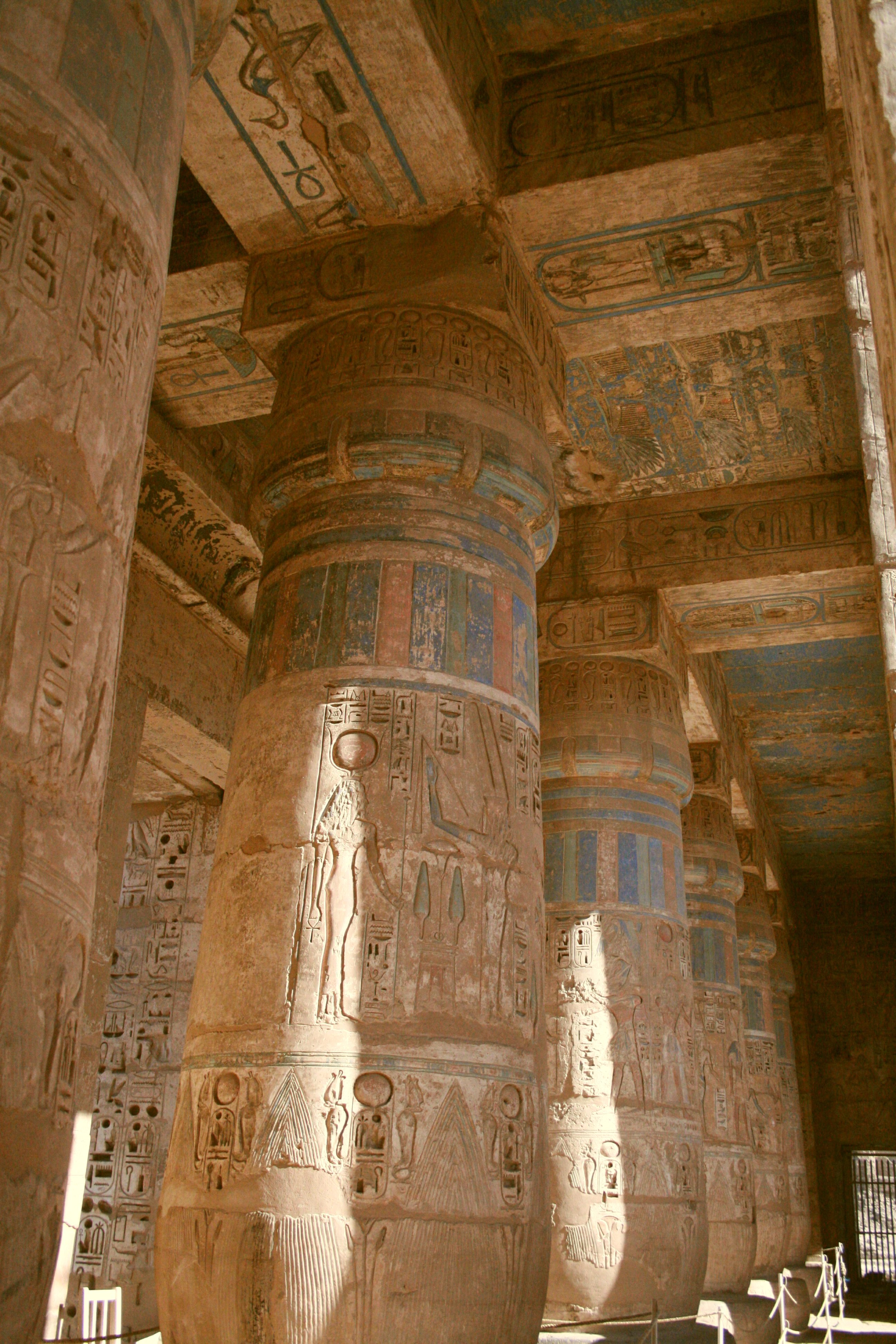
Péristyle
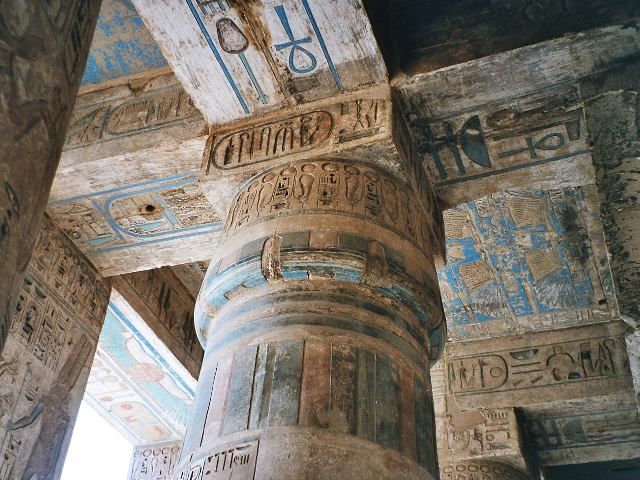
Bas-reliefs en creux peint Plafond du péristyle

### Temple d'Aÿ et d'Horemheb

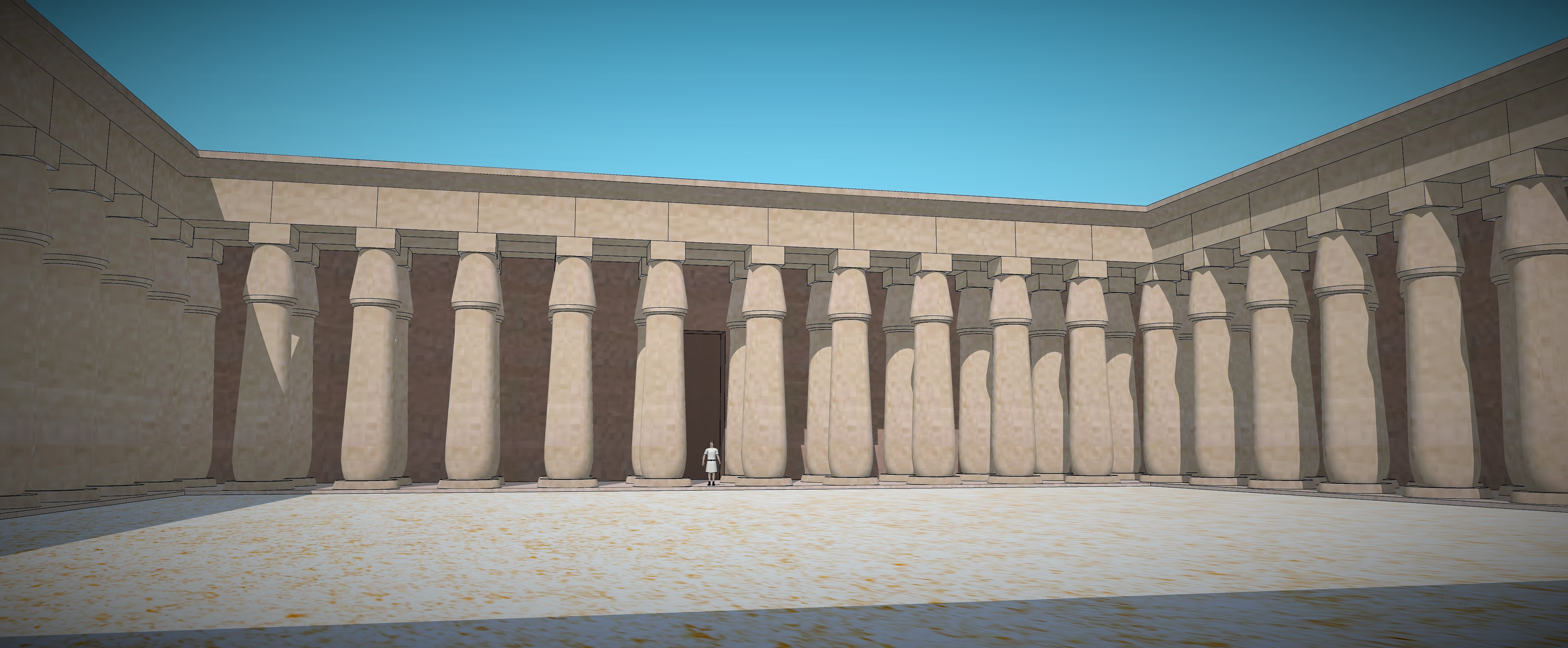
Évocation de restitution de la cour du temple des millions d'années d'Aÿ et Horemheb.

Juste au nord du temple de Ramsès III, se trouve le temple d'Aÿ et d'Horemheb, dans un état déplorable de conservation, détruit par le temps et les invasions successives. Ces monuments furent bâtis sur l’emplacement choisi par Toutânkhamon pour édifier son propre temple funéraire. Il n’en reste aujourd’hui que les fondations et son plan est difficilement repérable à l’œil nu. 
Deux statues colossales de ce pharaon ont subsisté, usurpées par ses successeurs, et sont au Musée égyptien du Caire et au Musée de Institut oriental de Chicago aux États-Unis.

### Temple d'Amon

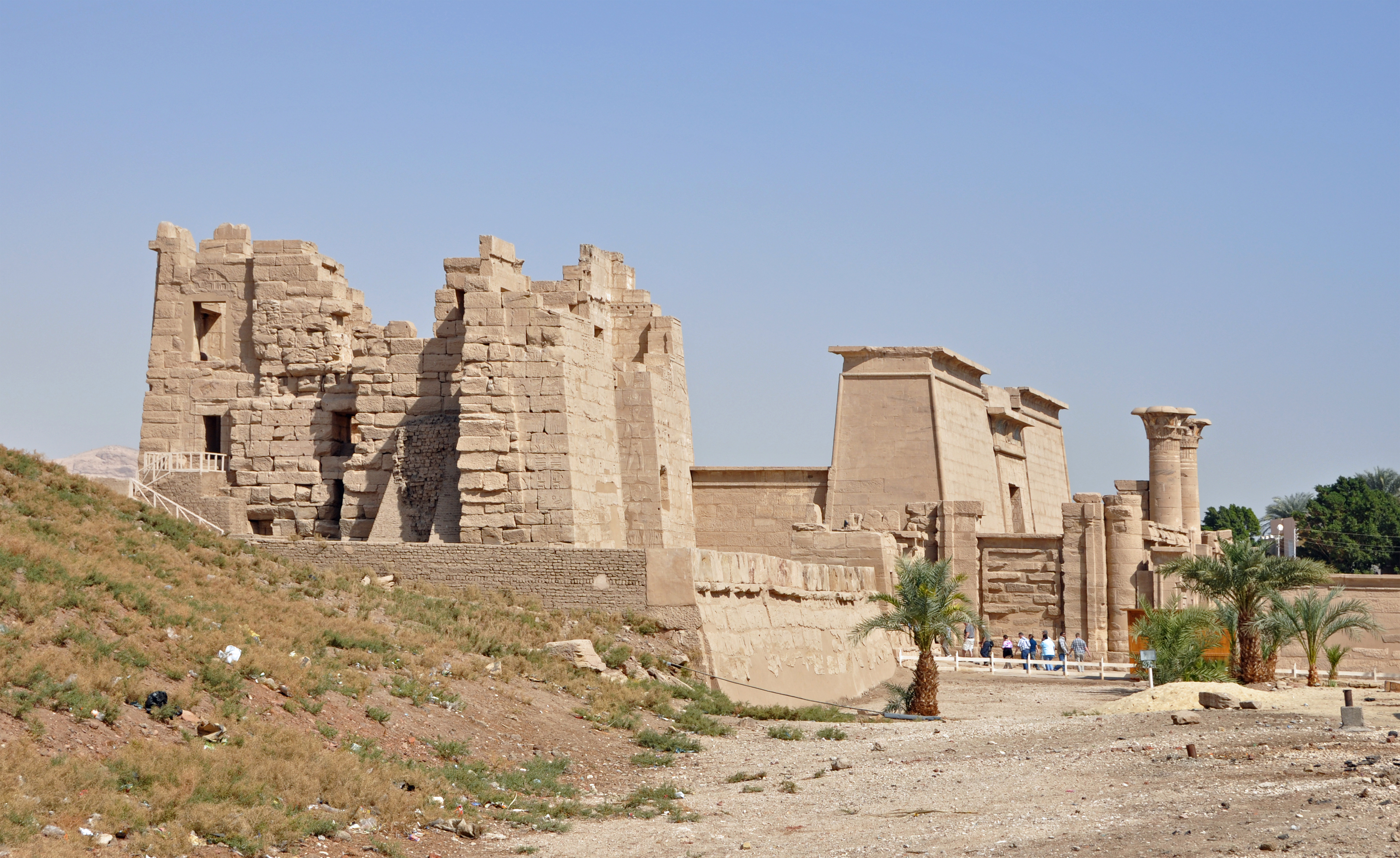
Ruines du temple de Médinet Habou.

Le temple d'Amon se situait juste à gauche de l'entrée du temple funéraire de Ramsès III, non loin du palais royal. Le cœur date de la XVIIIe dynastie et fut construit sous le règne de la reine Hatchepsout et du roi Thoutmôsis III. 
Il a subi de nombreuses transformations et modifications au fil des années, en partie au cours des XXe, XXVe, XXVIe, XXIXe et XXXe dynasties et de la période gréco-romaine qui suivit. Le plan du temple est typique du Nouvel Empire.